# Cedar County, Iowa
Cedar County är ett administrativt område i delstaten Iowa, USA, med 18 499 invånare. Den administrativa huvudorten (county seat) är Tipton.

## Geografi
Enligt United States Census Bureau har countyt en total area på 1 507 km². 1 501 km² av den arean är land och 6 km² är vatten.

### Angränsande countyn
- Jones County - nord
- Clinton County - nordost
- Scott County - sydost
- Muscatine County - syd
- Johnson County - väst
- Linn County - nordväst

### Orter
- Bennett
- Clarence
- Durant (delvis i Muscatine County och Scott County)
- Lowden
- Mechanicsville
- Stanwood
- Tipton (huvudort)
- West Branch (delvis i Johnson County)
- Wilton (delvis i Muscatine County)